# Stuttgart-Nord
Stuttgart-Nord – okręg administracyjny (Stadtbezirk) w Stuttgarcie, w kraju związkowym Badenia-Wirtembergia. Liczy 24 755 mieszkańców (31 grudnia 2011) i ma powierzchnię 6,82 km².
W okręgu znajduje się przystanek kolejowy Stuttgart Nord.